# Verne (månkrater)
Verne är en nedslagskrater på månen. Verne har fått sitt namn efter mans namnet Verne. Ej att förväxla med nedslagskratern Jules Verne